# Kalle Stropp, Grodan Boll och deras vänner
Kalle Stropp, Grodan Boll och deras vänner (dt. etwa: Kalle Stropp, Gustav Boll und ihre Freunde) ist ein schwedischer Kinderfilm von Hasse Funck aus dem Jahr 1956.

## Handlung
Am frühen Morgen beginnen die Bäckerjungen ihr Handwerk. Sie sammeln Eier im Hühnerstall und wecken den Bäcker, den sie direkt in die Backstube fallen lassen. Dann backen sie Brote und Brötchen. Später liegt die Backstube verlassen da und der Grashüpfer Kalle Stropp, der Frosch Gustav Boll, der Blechmannroboter Blech-Niklas, Papagei und Fuchs erscheinen, um in der Backstube einen Jubiläumskuchen für eine Parade zu backen. Blech-Niklas schrumpft die Backstube, damit sie ans Werk gehen können. Unterdessen erscheinen die beiden Schornsteinfeger Sot und Tos in der Bäckerei, entdecken Blech-Niklas’ Propeller und stehlen ihn, als die Freunde gerade die prächtige fertige Torte bestaunen. Blech-Niklas ist traurig, als er den Verlust bemerkt, zumal er nun auch keine Sahne für den Kuchen schlagen kann. Sot und Tos geben sich vor den Freunden als Propellerdiebe zu erkennen und flüchten, wobei sie das Licht der Bäckerei auspusten.
Auf Kalles Wiese erscheinen Sot und Tos. Sie haben dem Huhn ein Ei gestohlen, das sie aufschlagen. Im Inneren verstecken sie den Propeller, bevor sie vor dem aufgebrachten Huhn fliehen. Kalle verfolgt die Spur der Diebe mit einer Lupe und findet das Ei. Das Huhn nimmt es glücklich an sich, weiß jedoch nicht, dass der Propeller im Ei-Inneren versteckt ist. Wie zuvor der Fuchs, der die Jubiläumstorte bewachen soll, schläft es Seite an Seite mit dem Papagei ein, während Kalle, Gustav und Blech-Niklas in Kalles Bau ein Fangnetz für die Diebe bauen. Die kehren kurz darauf zurück, stehlen das Ei und die Torte und fliehen über den See. Das Fangnetz erweist sich als unbrauchbar, weil sich Gustav darin verheddert, als Kalle damit die Diebe einfangen will.
Gustav findet im Wasser einen alten Stiefel, den die Freunde zu einem U-Boot umbauen. Sie nehmen die Verfolgung von Sot und Tos auf, wobei sie einen Fisch nach dem Weg fragen. Sot und Tos fliehen unbemerkt vor ihnen. Die Freunde entdecken an Land einen Heuberg, in dem ein Gang zu einer Höhle führt. Diese erweist sich als Wohnung von zwei Wühlmäusen, die sie zur Wohnung eines alten Ehepaars bringen, das schließlich mit seinem alten Auto eine Fahrt unternimmt, der sich die Freunde als blinde Passagiere anschließen. Die Fahrt endet wegen Benzinmangels abrupt. Kalle, Gustav und die anderen hören unweit ein Propellergeräusch. Es kommt vom Dach eines Turmes und die Freunde besteigen den Turm, auf dem Sot und Tos den Propeller aufgebaut haben. Es kommt zu einer Verfolgungsjagd, an der sich auch Papagei und Huhn beteiligen. Am Ende werden die Freunde von Sot und Tos auf dem Turm überwältigt und gefesselt. Die Wühlmäuse haben unterdessen die Parade alarmiert, die den Gefangenen zu Hilfe eilt. Sie droht, Sot und Tos mit der Erbsenkanone zu beschießen, und beide geben auf. Sie befreien die Freunde und werden von ihnen gefangen genommen und an die Parade ausgeliefert. Blech-Niklas erhält seinen Propeller zurück und ist glücklich. Der Fuchs wiederum findet den verschwundenen Jubiläumskuchen wieder, der nun dem Hauptmann der Parade übergeben wird. Auch Sot und Tos wird am Ende durch die Freunde vergeben. Nach einem Bad und mit Luftschlangen behängt sehen sie viel freundlicher aus und dürfen auch an der Feier für die Parade teilnehmen.

## Produktion
Kalle Stropp, Grodan Boll och deras vänner war die erste Verfilmung der Geschichten um den Grashüpfer Kalle Stropp und den Frosch Gustav Boll, die Thomas Funck in den 1940er-Jahren für das Radio geschrieben und später auch eingesprochen hatte. Funck verfasste das Drehbuch des Films, das auf dem Radioprogramm Kalle Stropp och hans vänner beruht, und übernahm im Original die Synchronisation sämtlicher Figuren (außer der Kinderdarsteller). Zudem schrieb er die Filmmusik. Regie führte sein Bruder, der Sänger und Schauspieler Hasse Funck; es blieb seine einzige Regiearbeit.
Kalle Stropp, Grodan Boll och deras vänner beginnt mit einer Sequenz, in der Thomas Funck die Credits des Films zu Ende malt, die schließlich auf Papier in die Kamera gehalten werden. Der Film wird dabei als „Film med sång och musik“ (Film mit Gesang und Musik) vorgestellt und enthält mehrere Gesangseinlagen. Kalle Stropp, Grodan Boll och deras vänner wurde als Realfilm umgesetzt, wobei einige Szenen mit Puppen in Stop-Motion gedreht wurden. Die Animationssequenzen stammen von Lasse Molén. Die Kostüme schuf Aldis Stevenson, die Filmbauten stammen von Bertil Duroj und Arne Åkermark.
Kalle Stropp, Grodan Boll och deras vänner lief am 26. Dezember 1956 in den schwedischen Kinos an. Am 24. Dezember 1967 wurde er erstmals im schwedischen Fernsehen auf TV Sverige gezeigt und auch im Folgejahr zu Weihnachten gesendet. Im Jahr 1987 erschien der Kurzanimationsfilm Kalle Stropp und sein Freund Boll und 1991 der Langanimationsfilm Kalle Stropp und sein Freund Boll, die beide erneut Thomas Funcks Figurenwelt aufnahmen.

## Auszeichnungen
Die schwedische Zeitschrift Folket i Bild zeichnete den Film 1956 als besten Kinderfilm des Jahres aus.